# Fidesz–KDNP
 (juillet 2025).
Si vous disposez d'ouvrages ou d'articles de référence ou si vous connaissez des sites web de qualité traitant du thème abordé ici, merci de compléter l'article en donnant les références utiles à sa vérifiabilité et en les liant à la section « Notes et références ».
Fidesz-KDNP est une alliance électorale entre deux partis politiques conservateurs en Hongrie, le Fidesz et le Parti populaire démocrate-chrétien (KDNP). Il se situe à droite du spectre politique. Il détient actuellement une grande majorité à l'Assemblée nationale et une grande majorité des sièges de la Hongrie au Parlement européen,.
Le parti forme actuellement le gouvernement en Hongrie. Le Fidesz est le plus grand parti et fournit le Président de la République (Tamás Sulyok) et le Premier ministre (Viktor Orbán), tandis que le KDNP est le plus petit parti et fournit le Vice-premier ministre (Zsolt Semjén).